# 平茶寮碑
平茶寮碑，是明朝大儒王守仁在平定江西地方武装起义后留下的记功碑。今位于江西赣州市崇义县思顺乡齐云山村，现为江西省文物保护单位。

## 历史背景
明朝中叶，江西边远山区地方武装盘踞为患，数十年不得解决。朝廷启用王阳明巡抚南赣和江西。正德十二年（1517年）十月，王阳明率军平定桶冈、横水，剿灭以谢志山（一作谢志珊）为首的地方武装。勒石记功，在桶冈险要之地茶寮（今江西赣州崇义县思顺乡齐云山村）巨石上留下《平茶寮碑》。

## 概况
《平茶寮碑》，当世称《茶寮碑》，位于江西省崇义县思顺乡巨石岩壁上，高8.4米，宽4米，迄今已超500年，后人来访络绎不绝。碑体西侧有大楷石刻“纪功岩”三字。碑体东侧有王阳明草书诗文碑刻二则。均为王阳明真迹，并可见其书法功力非凡。
1997年，《平茶寮碑》获选江西省文物保护单位。是现今崇义县唯一的省级文物保护单位，现准备申请中国全国文物保护单位。

## 碑文
石刻原文：
| 正德丁丑，猺寇大起，江、广、湖、郴之间骚然且四、三年，于是上命三省会征。乃十月辛亥，予督江西之兵自南康入。甲寅破横水、左溪诸巢，贼败奔；庚辛复连战，贼奔桶冈。十一月癸酉，攻桶冈，大战西山界。甲戌又战，贼大溃。丁亥，与湖兵合于上章，尽殪之。凡破巢大小八十有四，擒斩二千余，俘三千六百有奇。释其胁从千有余众，归流亡，使复业。度地居民，凿山开道，以夷险阻。辛丑，师旋。于乎！兵惟凶器，不得已而后用。刻茶寮之石，匪以美成，重举事也。提督军务都御史王守仁书。纪功御史屠侨，监军副使杨璋，参议黄宏，领兵都指挥许清，守备郏文，知府邢珣、伍文定、季斅、唐淳，知县王天与、张戬。随征指挥明德、冯翔、冯廷瑞、谢昶、余恩、姚玺，同知朱宪，推官徐文英、危寿，知县黄文鸑，县丞舒富，千百户高睿、陈伟、郭璘、林节、孟俊、斯泰、尹麟等，及照磨汪德进，经历杭埕，典史梁仪、张淳并听选等官雷济、肖庾、郭诩、饶宝等，共百有余名。 |

## 诗文
碑上刻有二首七言律诗
- 诗一：

处处山田尽人畲，可怜黎庶半无家。
兴师正为民痍甚，陟险宁辞鸟道斜。
胜势真如瓴水建，先声不碍岭云遮。
穷巢容有遭驱胁，尚恐兵锋或滥加。
- 诗二：

戡乱兴师既有名，挥戈真已见风行。
岂云薄劣能驱策，实仗皇威自震惊。
烂额尚惭为上客，徙薪尤觉费经营。
主恩未报身多病，旋凯须还陇上耕。